# Jerry Coyne
Jerry Allen Coyne (ur. 30 grudnia 1949) – amerykański biolog ewolucyjny, znany z krytyki koncepcji „inteligentnego projektu”. Profesor biologii na Wydziale Ekologii i Ewolucji University of Chicago.

## Życiorys
Podczas studiów na College of William and Mary był prymusem. Doktoryzował się na Uniwersytecie Harwarda, jego promotorem był profesor Richard Lewontin. W 1988 otrzymał Stypendium Guggenheima. Był wiceprezydentem i prezydentem Society for the Study of Evolution (1996) i redaktorem periodyków „Evolution” (1985-1988; 1994-2000) oraz „The American Naturalist” (1990-1993). Obecnie uczy biologii ewolucyjnej, specjacji i analizy genetycznej, zajmuje się także powiązaniami zagadnień społecznych i wiedzy naukowej oraz publicystyką naukową.
Dużo publikuje, nie tylko w czasopismach naukowych. Jego artykuły ukazują się także w takich pismach jak „The New York Times”, „The Times Literary Supplement” i „The New Republic”. Dotyczą genetyki ewolucyjnej i populacyjnej, specjacji, ewolucji chromosomowej i współzawodnictwa spermy.
Jest krytykiem koncepcji inteligentnego projektu, uważając ją za „najnowszą pseudonaukową inkarnację religijnego kreacjonizmu, zręcznie zmodyfikowaną przez nową grupę entuzjastów, w celu ominięcia przeszkód prawnych”. W swojej recenzji książki Darwin’s Black Box Michaela Behe określił ją mianem „pseudonaukowej”.

## Książki
- Jerry A. Coyne: Faith vs. Fact: Why science and religion are incompatible. Penguin Books, 2016. ISBN 978-0143108269. Brak numerów stron w książce
- Speciation wspólnie z H. A. Orrem, maj 2004
- Ewolucja jest faktem, wyd. Prószyński Media, Warszawa, 2009 (z serii „Na Ścieżkach Nauki”), ISBN 978-83-7648-272-9 (tytuł oryg.: Why Evolution Is True)

## Artykuły
- The faith that dares not speak its name: The Case Against Intelligent Design. PDF, „The New Republic”
- Ann Coulter and Charles Darwin. Coultergeist, „The New Republic”
- „Seeing and Believing”, „The New Republic”
- The Great Mutator. powells.com. [zarchiwizowane z tego adresu (2007-09-29)].”, „The New Republic” (recenzja The Edge of Evolution Michaela Behe)
- „Speciation”. sinauer.com. [zarchiwizowane z tego adresu (2012-05-02)]. (wspólnie z H. A. Orrem)
- Answers in Science. chem.tufts.edu. [zarchiwizowane z tego adresu (2011-07-21)]. (recenzja Icons of Evolution Jonathana Wellsa)
- Rowan Hooper Review: Why Evolution is True by Jerry Coyne, „New Scientist”, 5 stycznia 2009